# Giovanni Ricordi
Giovanni Ricordi (Milà, 1785 – Milà,15 de març de 1853) fou un violinista italià i el fundador de l'empresa editora de música clàssica Casa Ricordi, descrit pel musicòleg Philip Gossett com «un geni i una força positiva en la història de l'òpera italiana».

## Biografia
Giovanni Ricordi fou fill de Gianbatista Ricordi, un vidrier, i Angiola de Medici. Va estudiar violí des de petit i, per un temps curt, va esdevenir concertino i director del petit teatre de titelles Fiando. El 1803 va crear una copisteria a Milà, treballant com a copista de música i comerciant música impresa i instruments amb el Teatre Carcano, inaugurat aquell mateix any, i amb el Teatre Lentasio. El 1807 va anar a estudiar a Leipzig, a la companyia Breitkopf & Härtel, on va aprendre tècniques de gravat i impressió. En retornar a Milà, a començaments de 1808, va fundar la seva pròpia empresa editorial, inicialment amb un soci que va abandonar l'empresa al cap de pocs mesos.
Segons assenyala Richard MacNutt, durant la seva primera dècada, la companyia Ricordi va produir unes 30 publicacions cada any, però en la seva segona dècada, aquest nombre va augmentar a 300 després de 1814, quan Giovanni Ricordi va tancar un seguit de contractes, incloent-hi un en aquell any que li permetia publicar tot la música interpretada a l'òpera de La Scala, un contracte que el lligava al teatre com a apuntador i copista en exclusiva. Quan va començar a adquirir un nombre important de manuscrits provinents dels teatres i dels copistes existents, va afegir una clàusula als seus contractes segons la qual es permetia que, al final d'una sèrie d'actuacions d'una òpera, la societat podia adquirir els drets sobre l'obra per a les presentacions successives en qualsevol altre teatre. Això va permetre reunir un catàleg significatiu de música, el qual va esdevenir la base de l'empresa Ricordi.
Va ser gràcies a l'adquisició gradual dels drets de control dels arxius ja existents de La Scala, així com el de les òperes que es van produir posteriorment, que va ser capaç de passar per alt les limitacions en la publicació de les partitures completes, i –segons assenyala Philip Gossett– «no var ser el seu empleat [de La Scala], sinó una empresa privada emprenedora a la qual els teatres llogaven el seu material». Per contra, molts dels competidors de Ricordi van editar manuscrits aproximatius, en cap manera basats en els originals dels compositors.
Als anys 1840, i durant tota la dècada, Casa Ricordi havia crescut fins al punt de ser l'editor de música més gran d'Europa del sud i, el 1842, l'empresa va crear la revista musical Gazzetta Musicale di Milano.
Les seves pràctiques van canviar radicalment el mercat de l'edició musical, en assegurar que els compositors rebessin ingressos no només en el moment de lliurar la composició, sinó també per a les produccions posteriors, en qualsevol altre lloc. El 1825 va adquirir la totalitat dels manuscrits que pertanyien al Teatre alla Scala, i va començar a llogar còpies manuscrites, que juntament amb la venda de les reduccions per a solistes i piano, van produir un nou tipus de demanda.
A més, per l'ús de tècniques d'impressió noves, com la litografia i el rotogravat, va ser capaç de reduir costos i augmentar les tirades. Finalment, l'empresa va produir partitures per a veu.
Ricordi va ser amic de molts dels més importants compositors operístics italians del seu temps, incloent-hi Rossini, Bellini, Donizetti i Verdi, i va publicar llurs obres. La correspondència entre Ricordi i Verdi ha estat àmpliament estudiada com a fons de l'activitat del compositor.